# Андрија Драгутиновић
Андрија Драгутиновић је песник, писац и новинар из села Коњарник, општина Житорађа.

## Биографија
Андрија је рођен  у околини Прокупља, 1934. године, као најстарији од петоро деце Радоја и Спасеније. Од оца песника, наследио је таленат за уметност, исто као и његова браћа и сестре. Видосава је била директор Топличке библиотеке, Божидар и Хранислав бавили су се глумом и сликарством, а најмлађа, Љиљана Драгутиновић је позната глумица.
Правник по струци, цео свој радни век провео је као друштвено-политички културни радник, а неко време пред пензију био је и старешина у служби јавне безбедности.
Поезијом је почео да се бави од ране младости, а његове песме објављене су на телевизији, радију, дневним листовима, књижевним часописима. Објавио је неколико књига. Прва у низу, збирка песама „Огњена свитања” из 1975. године у издаваштву Дома културе у Житорађи. Један део збирке назван је „Црвено небо Вијетнамско”.
По објављивању ове збирке амбасада ДР Вијетнам у Београду понудила је Андрији Драгутиновићу да му објављену збирку песама преведе на вијетнамски језик, и Андрија је тада постао први Југословен чије су стихове читали на вијетнамском. Такође, амбасадор ове земље се Андрији Драгутиновићу захвалио пославши захвалницу за нови израз јаких веза које постоје између двеју земаља. 
Поред тога, 2006. године је објавио збирку песама „Са обе стране живота”, књигу приповедака „Приче са насловне стране” и књигу афоризама „Хтео сам да се обратим вама у ваше и моје име”. Током 2008. године објављен му је роман „Сенке” као и књига афоризама и мисли „Реплика”. У припреми за штампу су и роман ”Антоније”, песме ”Последње капи суза” и ”Трагови времена”. 
Како није имао талента за глуму, као његова браћа и сестра, Андрија је написао две позоришне представе „Калча са онога света” и „Нијесам ја ка ови, чоче”. Заступљен је у лексикону Југословенских писаца и Антологији Повеља љубави за земљу, као и издању Топличких песника од Драинца до данас „Ово је небо моје”.
Поред писања, Андрија Драгутиновић је и вичан гуслар, а имао је склоности и ка новинарству. Већи број година био је стални хонорарни сарадник Вечерњих новости, Радио Ниша, и активно сарађивао у Народним новинама, Топличким новинама, и књижевном часопису „Ток”, који је објављиван у оквиру рада књижевног друштва „Раде Драинац” у Прокупљу.